# Boerhavia deserticola
Boerhavia deserticola är en underblomsväxtart som beskrevs av Leslie Edward Wastell Codd. Boerhavia deserticola ingår i släktet Boerhavia och familjen underblomsväxter. Inga underarter finns listade i Catalogue of Life.